# Alors je chante
Singles de Rika Zaraï
Casatschok
(janvier 1969) 21 rue des amours
(1969)
Alors je chante est un 45 tours de la chanteuse Rika Zaraï paru en 1969 en France chez Philips.
Le disque contient, en face A, la chanson Alors je chante qui est la version française de la chanson Vivo cantando interprétée par Salomé lors du Concours Eurovision de la chanson 1969 où cette dernière représentait l'Espagne.
Le disque se hissa jusqu'à la 2e place du hit-parade français en août 1969 et il s'en écoula 450 000 exemplaires.

## Classements

### Classements hebdomadaires
| Classement (1969)                       | Meilleure position |
| --------------------------------------- | ------------------ |
| Belgique (Flandre Ultratop 50 Singles)  | 19                 |
| Belgique (Wallonie Ultratop 50 Singles) | 8                  |
| France (IFOP)                           | 2                  |
| Pays-Bas (Nederlandse Top 40)           | 10                 |
| Pays-Bas (Single Top 100)               | 10                 |

### Classement de fin d'année
| Classement (1969) | Meilleure position |
| ----------------- | ------------------ |
| France (IFOP)     | 10                 |